# Zurab Żwania
Zurab Żwania (gruz. ზურაბ ჟვანია; ur. 9 grudnia 1963 w Tbilisi, zm. 3 lutego 2005 tamże) – polityk gruziński, premier Gruzji, przewodniczący gruzińskiego parlamentu.

## Życie prywatne
Zurab Żwania urodził się 9 grudnia 1963 roku w Tbilisi, stolicy ówczesnej Gruzińskiej SRR. Pochodził z rodziny mieszanej, ojciec był Gruzinem, matka zaś Żydówką wywodzącą się z Armenii. Żwania studiował biologię na Uniwersytecie Państwowym w Tbilisi, ukończył studia w 1985 roku, po czym rozpoczął pracę na uczelni. W 2003 roku ożenił się z Nino Kadagidze z którą miał trójkę dzieci: Elisabeth, Besariona i Annę.

## Kariera polityczna
W 1988 roku Zurab Żwania założył gruzińską Partię Zielonych – pierwszą w tej części Europy partię ekologiczną. W pierwszych wyborach parlamentarnych po upadku Związku Radzieckiego w 1992 roku został wybrany na deputowanego. Rok później nawiązał współpracę z ugrupowaniem Eduarda Szewardnadzego Związkiem Obywatelskim, z którego w 1995 roku ponownie został wybrany do parlamentu, gdzie objął stanowisko przewodniczącego. Współpraca pomiędzy Prezydentem Szewardnadzem, a przewodniczącym parlamentu z biegiem czasu stawała się coraz bardziej chłodna. W lipcu 1998 roku Żwania ostrzegł, że korupcja i brak wdrożenia systemowej reformy przez rząd doprowadziły kraj do „krajów otchłani”. Żwania zagroził rezygnacją i przejęciem roli „konstruktywnej opozycji” w parlamencie, chyba że zostaną przyjęte radykalne środki w celu rozpoczęcia reformy.
W 2001 roku w ramach protestu przeciwko skandalom korupcyjnym w Związku Obywatelskim Zurab Żwania, wraz z Ministrem Sprawiedliwości Micheilem Saakaszwilim zrzekli się stanowisk i opuścili dotychczasową partię. W 2002 roku Zurab Żwania założył i przewodniczył nowej partii, zwanej Zjednoczonymi Demokratami i głosił swój start w wyborach prezydenckich w 2005 roku.

## Rewolucja róż
W listopadzie 2003 roku Zurab Żwania, wraz z innymi byłymi współpracownikami Eduarda Szewardnaszego, Micheilem Saakaszwilim i Nino Burdżanadze stanęli na czele pokojowych protestów nazwanych rewolucją róż, mających na celu demokratyzację państwa po sfałszowanych wyborach parlamentarnych. Micheila Saakaszwilego nazywano „sercem rewolucji”; Nino Burdżanadze jej „piękną twarzą”, Zuraba Żwanię zaś „rozumem”. W lutym 2004 roku zgodnie z wcześniejszymi zapewnieniami Żwania został wybrany na stanowisko premiera.

## Śmierć
Zurab Żwania zmarł 3 lutego 2005 roku. Został znaleziony martwy w wynajętym mieszkaniu, wraz z Raulem Usupovem zastępcą gubernatora gruzińskiego regionu Dolna Kartlia. Oficjalnie podaną przyczyną śmierci premiera było zatrucie tlenkiem węgla. Zdaniem rodziny Zurab Żwania został zamordowany na polecenie prezydenta Gruzji Micheila Saakaszwilego.

## Upamiętnienia
W kwietniu 2019 roku w Strasburgu odsłonięto gwiazdę upamiętniającą Żwanię.